# Praia do Carreiro do Mosteiro
Praia do Carreiro do Mosteiro
A Praia do Carreiro do Mosteiro é uma praia localizada na Berlenga Grande, Arquipélago das Berlengas e  no Município de Peniche.
É a única praia da ilha adequada para banhos, acessível e com areal. Não é vigiada.
Tem de comprimento cerca de 40 metros.